# Pośrednia Rogowa Przełęcz
Pośrednia Rogowa Przełęcz (słow. Prostredné Rohové sedlo) – przełęcz położona w słowackich Tatrach Wysokich. Znajduje się w Jaworowej Grani odchodzącej na północny zachód od Małego Jaworowego Szczytu. Przełęcz znajduje się pomiędzy Jaworowym Rogiem, tuż poniżej jego wierzchołka, a Skrajną Jaworową Turnią (dokładniej Rogową Granią).
Na siodło Pośredniej Rogowej Przełęczy nie prowadzą żadne znakowane szlaki turystyczne, dlatego też nie jest dostępna dla turystów.
Nazwa Pośredniej Rogowej Przełęczy pochodzi od Jaworowego Rogu.

## Historia
Pierwsze wejścia turystyczne:
- Roman Kordys i Jerzy Maślanka, 27 sierpnia 1905 r. – letnie,
- Jerzy Pierzchała i Stanisław Siedlecki, 7 kwietnia 1939 r. – zimowe.